# Mellantjärnen (Gustav Adolfs socken, Värmland)
Mellantjärnen är en sjö i Hagfors kommun i Värmland och ingår i Göta älvs huvudavrinningsområde. Mellantjärnen ligger i Fräkensjömyrarna Natura 2000-område.